# Milteliphaster
Milteliphaster is een geslacht van zeesterren uit de familie Goniasteridae.				

## Soorten
- Milteliphaster wanganellensis H.E.S. Clark, 1982
- Milteliphaster woodmasoni Alcock, 1893